# L'invincibile ninja Kamui/X Bomber
L'invincibile ninja Kamui/X Bomber è un singolo discografico de I Condors, pseudonimo dei Fratelli Balestra pubblicato nel 1982.

## Descrizione
Il brano L'invincibile ninja Kamui  era la sigla dell'anime omonimo scritta da Giancarlo Balestra. Sul lato B è incisa "X Bomber", scritta dallo stesso autore, sigla del telefilm omonimo. Il lato A è attribuito a I Condors, il lato B ai Fratelli Balestra. Entrambi i brani sono stati inseriti nella compilation "TiVulandia successi n. 4" e in altre raccolte.

## Tracce
Lato A
1. L'invincibile ninja Kamui – 3:30 (Giancarlo Balestra)

Lato B
1. X Bomber – 3:28 (Giancarlo Balestra)